# 예리코 3호
예리코 3호 또는 제리코 3호(Jericho 3)는 이스라엘의 대륙간 탄도 미사일(ICBM)이다. 이름은 성경의 도시인 예리코에서 따왔다.
2008년에 실전배치된 것으로 추정된다. 3단 고체연료 로켓이며, 탄두중량은 1,000 ~ 1,300 kg이다. 1개의 750 kg 핵탄두 또는 2~3개의 MIRV 핵탄두를 탑재한다. 미사일 발사중량 30톤, 길이 15.5 m, 폭 1.56 m이다. IAI가 개발한 샤빗 로켓을 새로 디자인하고 업그레이드한 것으로 보인다. 샤빗 로켓 보다 1단과 2단의 연소시간이 더욱 길어진 것 같다. 사거리는 4,800 ~ 15,000 km이다.
이스라엘의 가장 가벼운 핵탄두인, 350 kg의 핵탄두를 쓸 경우, 사거리는 훨씬 늘어난다. 관성 유도와 레이다 유도로 조종되며, 사일로, 트럭, 열차 발사가 가능하다. 2008년 1월 17일, 이스라엘은 예리코 3로 추정되는 다단계 탄도 미사일을 발사실험했다.

## 대포동 1호
제리코 3호는 무게 30톤으로서, 북한의 대포동 1호와 비슷한 무게이다. 대포동 1호는 이스라엘의 주적인 이란에 수출되어 샤하브-4라고 부른다.

## 같이 보기
- 예리코 2호
- 이스라엘의 핵무기 개발
- 벨라 사건